# Ech Chaïba
Ech Chaïba è un comune dell'Algeria, situato nella provincia di Ouled Djellal.